# Central Bank of the Republic of China (Taiwan)
Die Central Bank of the Republic of China (Taiwan) (CBC) (chinesisch 中央銀行, Pinyin Zhōngyāng Yínháng – „Zentralbank“) ist die Zentralbank der Republik China auf Taiwan.

## Geschichte
Die Central Bank of the Republik of China wurde 1923 von Sun Yat-sen für die Republik China in Guangzhou gegründet. Im Zuge der Flucht der vom Guomindang-Regime getragenen Regierung der Republik China auf die Insel Taiwan wurde im Dezember 1949 auch die CBC nach Taipeh verlegt und nahm dort 1961 ihren Geschäftsbetrieb auf. Am 8. November 1979 wurde die CBC der Aufsicht des Executive Yuan unterstellt, wobei ihre Unabhängigkeit in der Geldpolitik aber unangetastet blieb.

## Aufgaben
Zu den Aufgaben der CBC gehört die Gewährleistung der Währungsstabilität, des Funktionierens der Finanzmärkte und des Zahlungsverkehrs. Daneben trägt sie zur allgemeinen wirtschaftlichen Entwicklung bei. Im Zuge dessen ist sie für die Durchführung der Geld- und Devisenpolitik, die Ausgabe des Taiwan-Dollars, die Verwaltung des Staatsvermögens, die Aufsicht über die Geschäftsbanken und anderen Finanzinstitute sowie die internationale Vertretung der Republik in Geld- und Währungsfragen zuständig.
Wenig Probleme bereitete der CBC von jeher die Preisstabilität. Nachdem bis 2003 sogar eine leichte Deflation geherrscht hatte, bewegt sich die Inflationsrate seither bei etwa 2 %. Das Haushaltsdefizit konnte von fast 3 % 2003/2004 auf 1 % im Jahr 2005 gedrückt werden. Der Taiwan-Dollar wurde in jüngster Zeit erheblich abgewertet. Mit einem Volumen von 253 Mrd. US-$ hielt die CBC 2005 nach eigenen Angaben hinter den USA und der VR China die dritthöchsten Währungsreserven der Welt. 2019 lagen die Reserven bei über 470 Mrd. US-$.

## Struktur
An der Spitze der CBC stehen drei Leitungsorgane: Der Gouverneur und dessen Stellvertreter, das Direktorium sowie der Aufsichtsrat.
Der Gouverneur wird vom Executive Yuan und seine beiden Stellvertreter werden für eine Amtszeit von fünf Jahren mit Verlängerungsmöglichkeit gewählt. Gegenwärtiger Amtsinhaber ist Fai-Nan Perng.
Das vom Gouverneur geleitete Direktorium besteht aus 11–15 (derzeit: 15) vom Executive Yuan nominierten und vom Staatspräsidenten ernannten Mitgliedern, von denen 5–7 (derzeit: 6) „geschäftsführend“ sind. Der Gouverneur, der Finanzminister und der Wirtschaftsminister gehören dem Direktorium kraft ihres Amtes als geschäftsführende Mitglieder an. Die übrigen Mitglieder werden jeweils für fünf Jahre mit Verlängerungsmöglichkeit bestellt. Das Direktorium tagt viermal jährlich.
Der Aufsichtsrat besteht aus 5–7 (derzeit: 5) Mitgliedern, die ebenfalls auf Vorschlag der Exekutive Yuan vom Staatspräsidenten ernannt werden. Der Generaldirektor für Haushalt, Rechnungswesen und Statistik gehört dem Aufsichtsrat kraft Amtes an. Die übrigen Mitglieder werden für drei Jahre mit Verlängerungsmöglichkeit bestellt.